# Bishnupriya manipuri
Bishnupriya manipuri (ইমার ঠার/বিষ্ণুপ্রিয়া মণিপুরী, translitteration enligt IAST:  imār ṭhār/biṣṇupriẏā maṇipurī), även bishnupriya eller bishnupria, är ett indoariskt språk. Det talas av ungefär 115 000 människor, varav 75 000 i Indien och 40 000 i Bangladesh. Bishnupriya manipuri skrivs med bengalisk skrift.